# Priscilla Meirelles de Almeida
Priscilla Meirelles de Almeida (ur. 5 września 1983 w Belém) – Miss Earth 2004.
W 2003 zwyciężyła w Miss Globe International. W 2004 zdobyła tytuł Miss Earth. W ten sposób Brazylia stała się pierwszym krajem, którego reprezentantki triumfowały na czterech największych kobiecych konkursach piękności (pozostałe trzy to Miss World, Miss Universe i Miss International).